# Kirvesjärvi (Gällivare socken, Lappland)
Kirvesjärvi är en sjö i Gällivare kommun i Lappland och ingår i Råneälvens huvudavrinningsområde.